# Henri Maarten Anton van der Goes van Dirxland
Henri Maarten Anton baron van der Goes van Dirxland ('s-Gravenhage, 30 november 1841 - aldaar, 29 januari 1890) was een Nederlandse politicus.
Van der Goes van Dirxland was een baron uit Den Haag, die in Nederlands-Indië werkzaam was op het gebied van de spoorwegen. Na zijn repatriëring was hij twee jaar Tweede Kamerlid voor het district Den Haag. De Staten van Zuid-Holland kozen hem in 1888 tot Eerste Kamerlid; bij de Tweede Kamerverkiezingen legde hij het af tegen een conservatief en antirevolutionair. Hij was de schoonzoon van Fransen van de Putte en de zoon van minister van Buitenlandse Zaken Louis Napoleon van der Goes van Dirxland.
- Biografisch Portaal: 50173944
- Parlement.com: vg09ll141os0